# جفریزتون
جفریزتون (به انگلیسی: Jeffreyston) یک منطقهٔ مسکونی در بریتانیا است که در پمبروکشر واقع شده‌است. جفریزتون ۵۷۴ نفر جمعیت دارد.